# Solfjädersgräsfågel
Solfjädersgräsfågel (Catriscus brevirostris) är en fågel i familjen gräsfåglar inom ordningen tättingar.

## Utseende och läte
Solfjädersgräsfågeln är en 16–17 cm lång udda formad sångare med lång, bred stjärt och en platt hjässa. Den färglösa fjäderdräkten är lik andra gräsfåglar i Afrika, men formen är mycket distinkt. Under stjärten syns en serie beigefärgade halvmånar på spetsen för varje successivt kortare stjärtfjäder. Sången består av en långsamt upprepad vissling.

## Utbredning och systematik
Solfjädersgräsfågel delas in i två underarter med följande utbredning:
- alexinae – förekommer från Guinea till Etiopien och norra Malawi
- brevirostris – förekommer från Malawi till Sydafrika

Tidigare placerades arten i släktet Schoenicola tillsammans med indisk gräsfågel. DNA-studier från 2018 visar dock förvånande nog att arterna i släktet Schoenicola trots sin likhet inte är varandras närmaste släktingar.

### Familjetillhörighet
Gräsfåglarna behandlades tidigare som en del av den stora familjen sångare (Sylviidae). Genetiska studier har dock visat att sångarna inte är varandras närmaste släktingar. Istället är de en del av en klad som även omfattar timalior, lärkor, bulbyler, stjärtmesar och svalor. Idag delas därför Sylviidae upp i ett flertal familjer, däribland Locustellidae.

## Levnadssätt
Arten hittas i tätvuxna fuktiga gräsmarker. Den är ofta mycket tillbakadragen och svår att få syn på. Efter ett regnväder kan den dock ses i det öppna, liksom i spelflykten.

## Status och hot
Arten har ett stort utbredningsområde och en stor population, men tros minska i antal på grund av habitatförlust och degradering, dock inte tillräckligt kraftigt för att den ska betraktas som hotad. Internationella naturvårdsunionen IUCN kategoriserar därför arten som livskraftig (LC). Världspopulationen har inte uppskattats men den beskrivs som ganska vanlig men lokalt förekommande.